# Stewartia villosa
Stewartia villosa là một loài thực vật có hoa trong họ Theaceae. Loài này được Merr. miêu tả khoa học đầu tiên năm 1929.